# Funkikonia tuberculata
Funkikonia tuberculata är en insektsart som beskrevs av Kato 1929. Funkikonia tuberculata ingår i släktet Funkikonia och familjen dvärgstritar. Inga underarter finns listade i Catalogue of Life.